# 朝鲜民主主义人民共和国交通

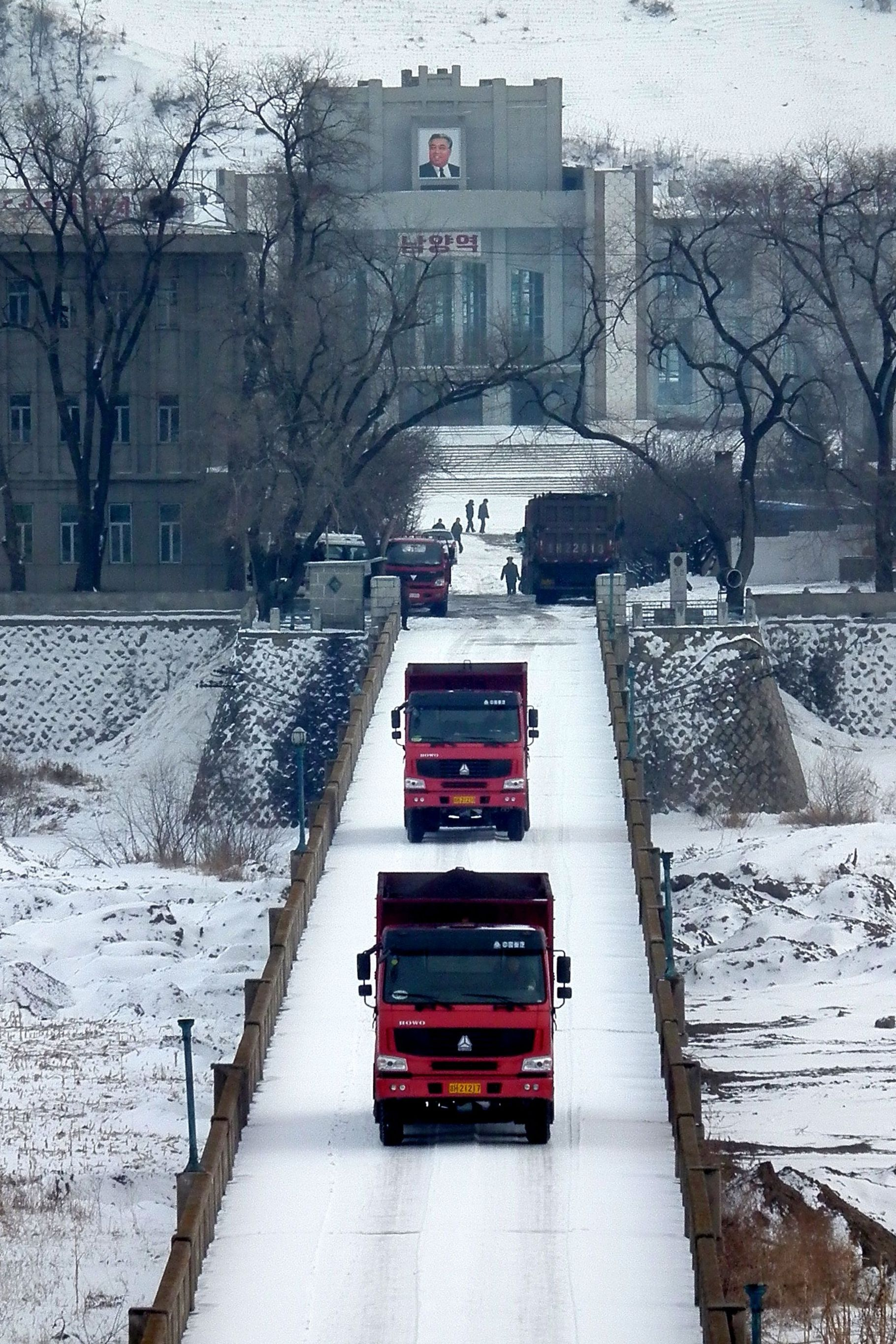
中國吉林省和朝鮮的邊界橋

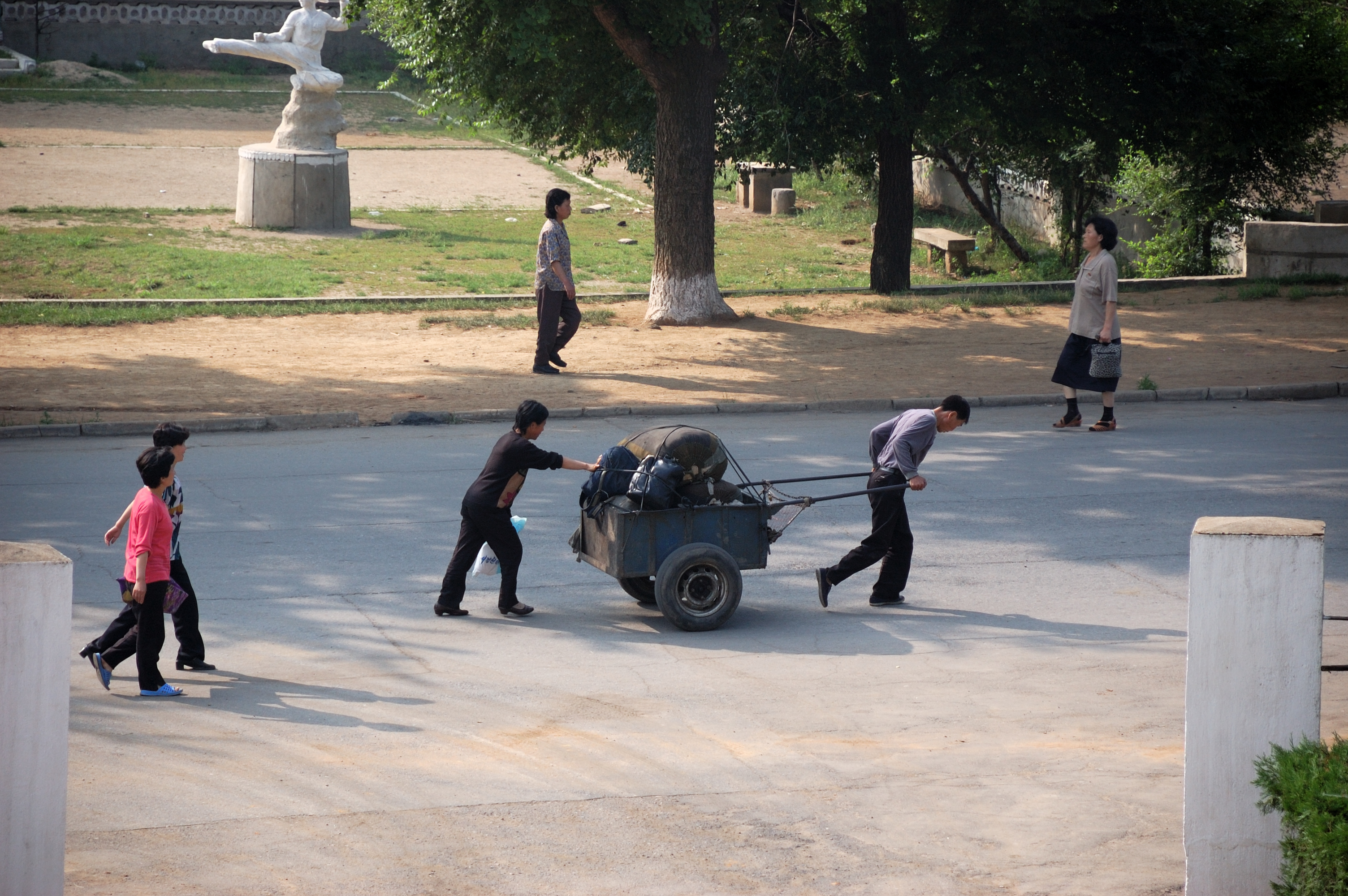
多數人使用的人力車

朝鲜民主主义人民共和国交通在國際屬於中度發達，戰亂的歷史中也修築了許多鐵路和公路。然而因為貧窮，普遍市民交通常以自行车和大眾運輸代步，首都平壤的車輛相對較多，除了各種國營機構和企業、商店的車輛之外（而特別的是平壤的計程車也算是國營車），其實還有一部分的私人座車在使用，通常都是社會菁英階級人士（教師、醫師等）所配給，此外由於城市之間人民不可自由流動，高速公路私人車輛很少，平均20分鐘才有一輛民用車通過，除此之外的時間，比較常見的大多都是軍車或貨車在高速路上奔馳。而且朝鲜的汽車價格極之昂貴，以致道路使用率近乎其微，而因為缺油，鐵路占貨物運輸90%。

## 港口
- 位於朝鲜的西海岸向黃海之港口：
  - 南浦市
  - 黃海南道：海州市

- 位於朝鲜的東海岸向日本海之港口：
  - 江原道：元山市
  - 羅先市
  - 咸鏡北道：清津市
  - 咸鏡北道：咸興市之「興南港」

## 高速公路
- 兩條主要高速公路：
  - 南北走向
    - 由慈江道的熙川市 - 平安北道的香山郡 - 平安南道的「新安州」- 平壤市 - 黃海北道的沙里院市 - 開城市

  - 東西走向
    - 由南浦市 - 平壤市 - 江原道的元山市 - 江原道的高城郡 - 江原道的金剛郡

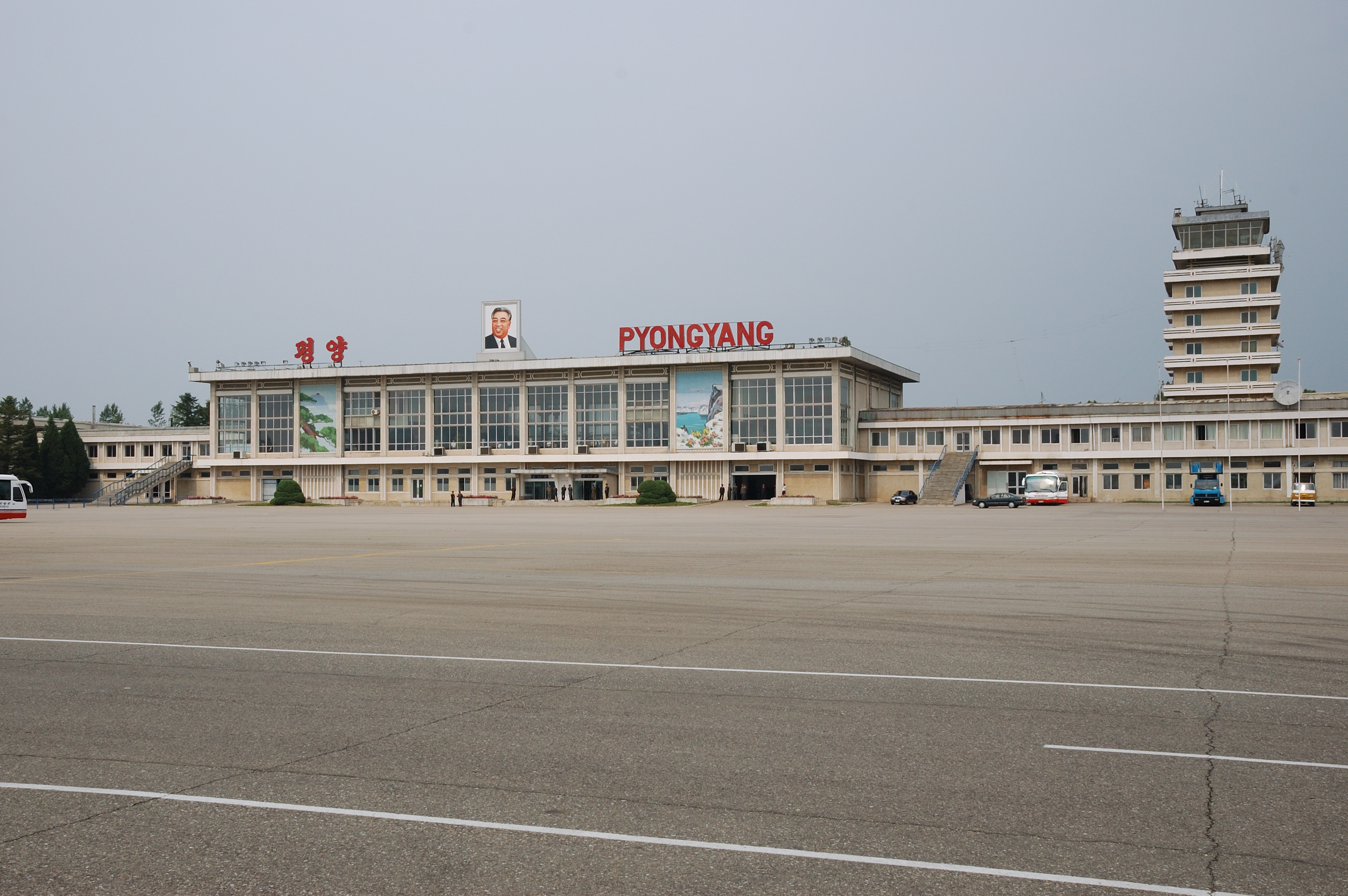
順安國際機場
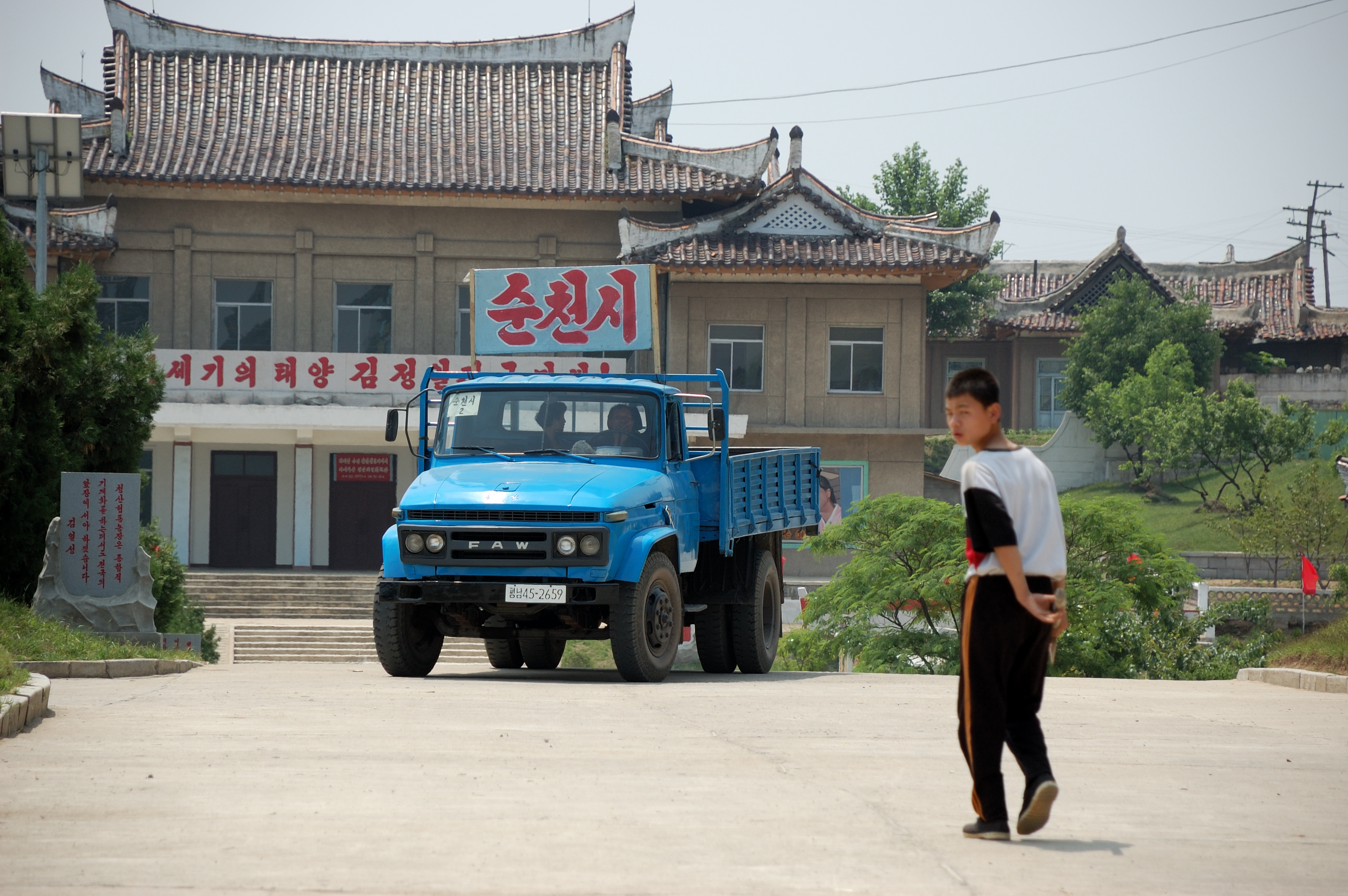
國營工廠卡車
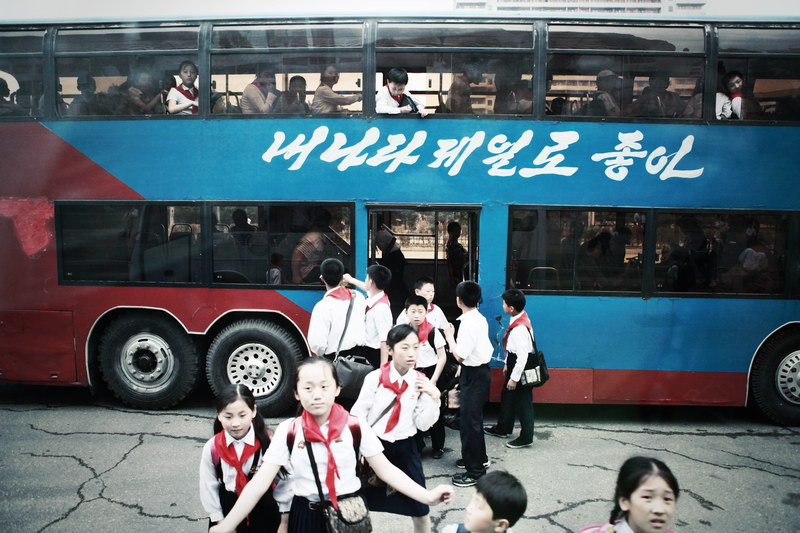
在朝鲜服役的南京金陵制双层公共汽车，这些客车于2001年引进
朝鲜的主要公路和高速公路（双蓝线表示）示意图
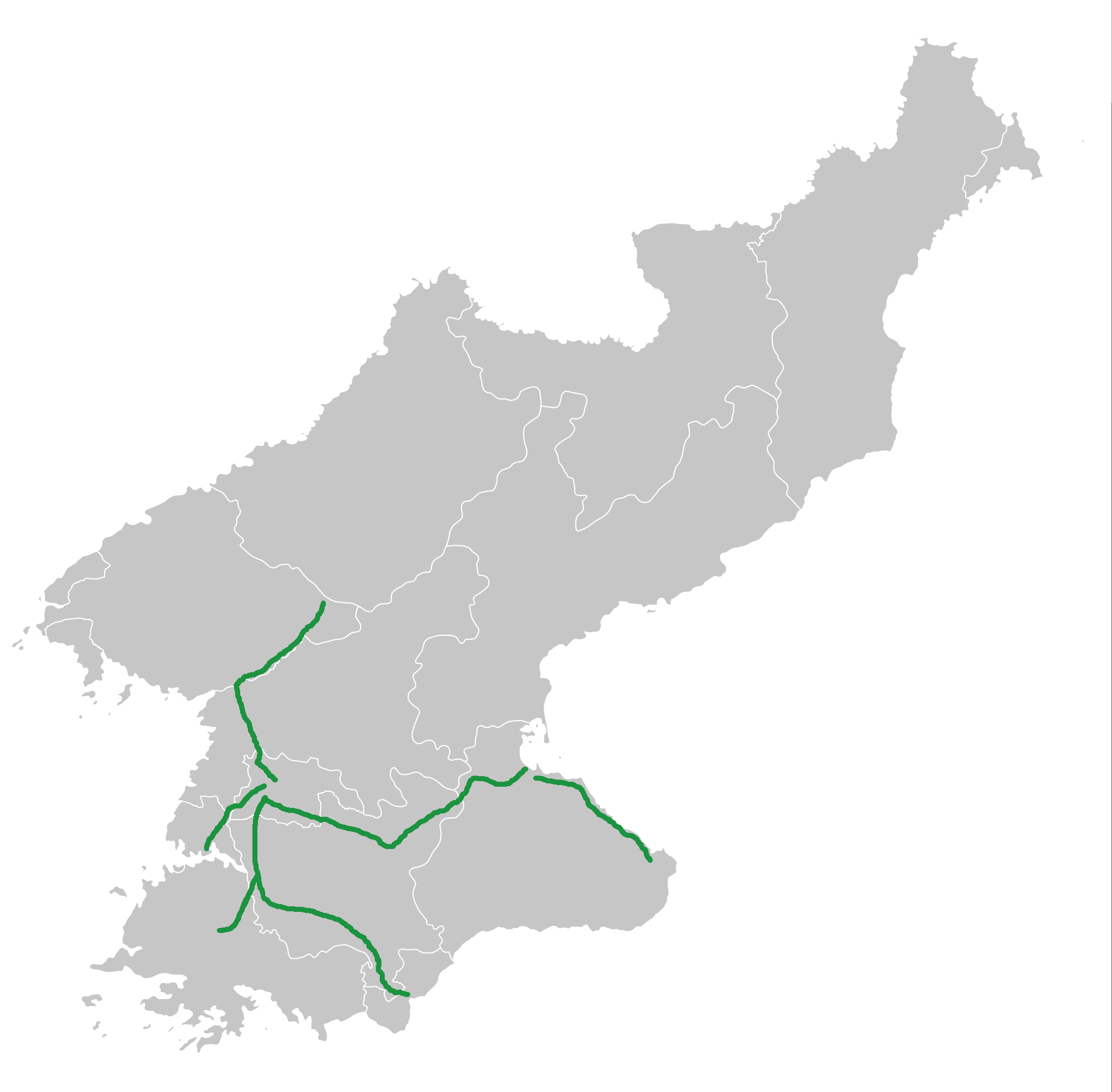
高速公路
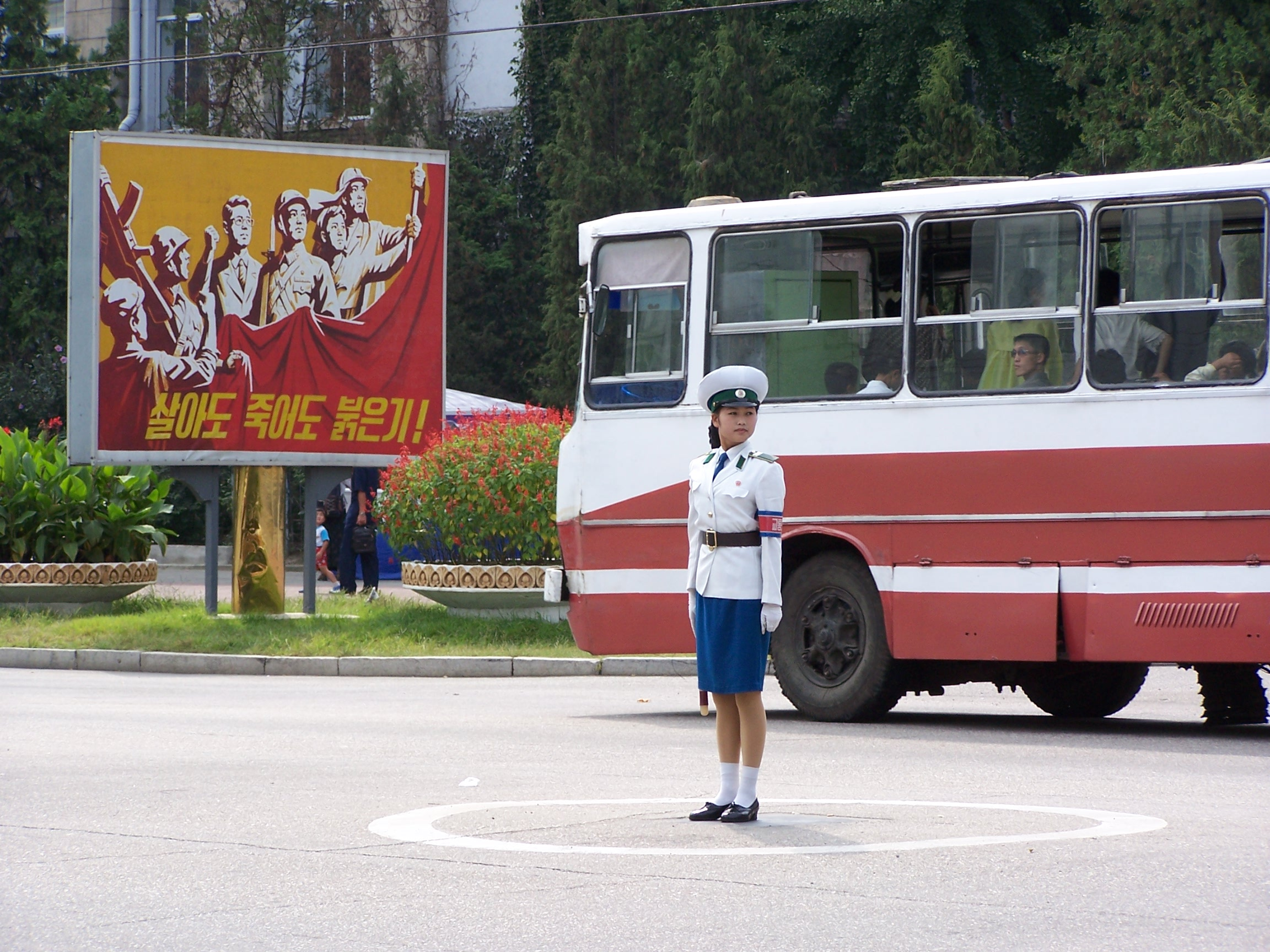
平壤公車
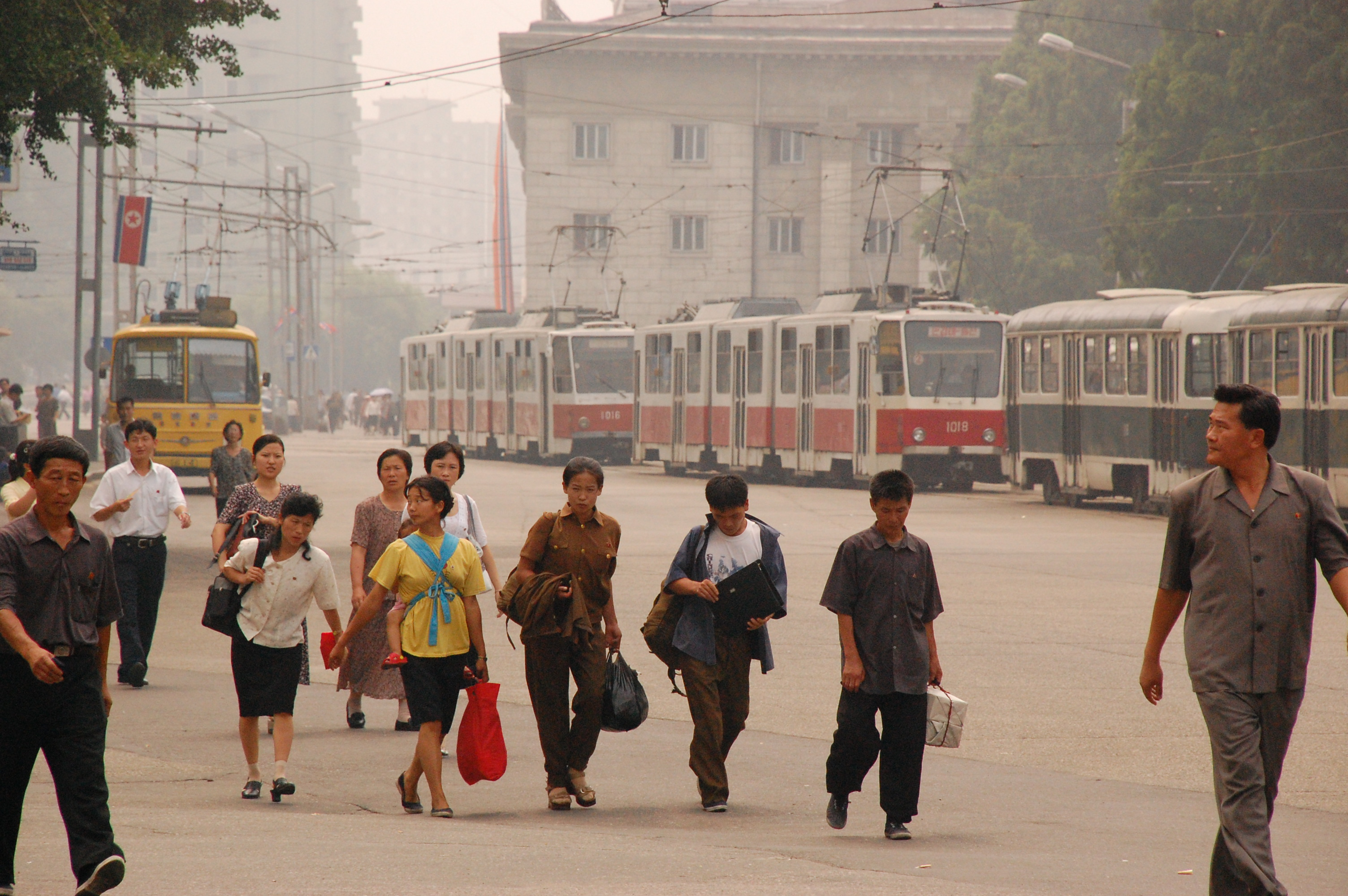
路面電車
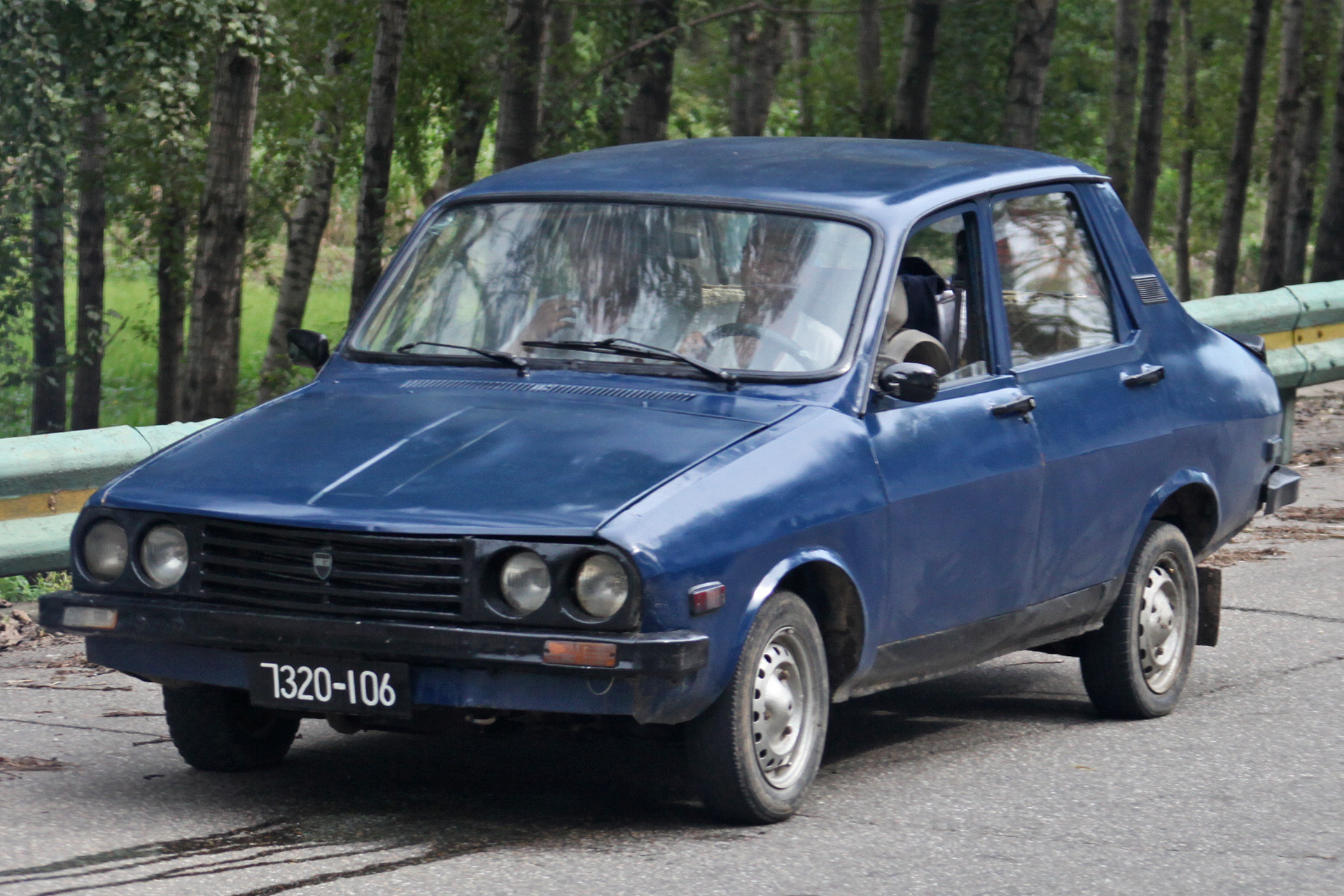
平壤市民私家車
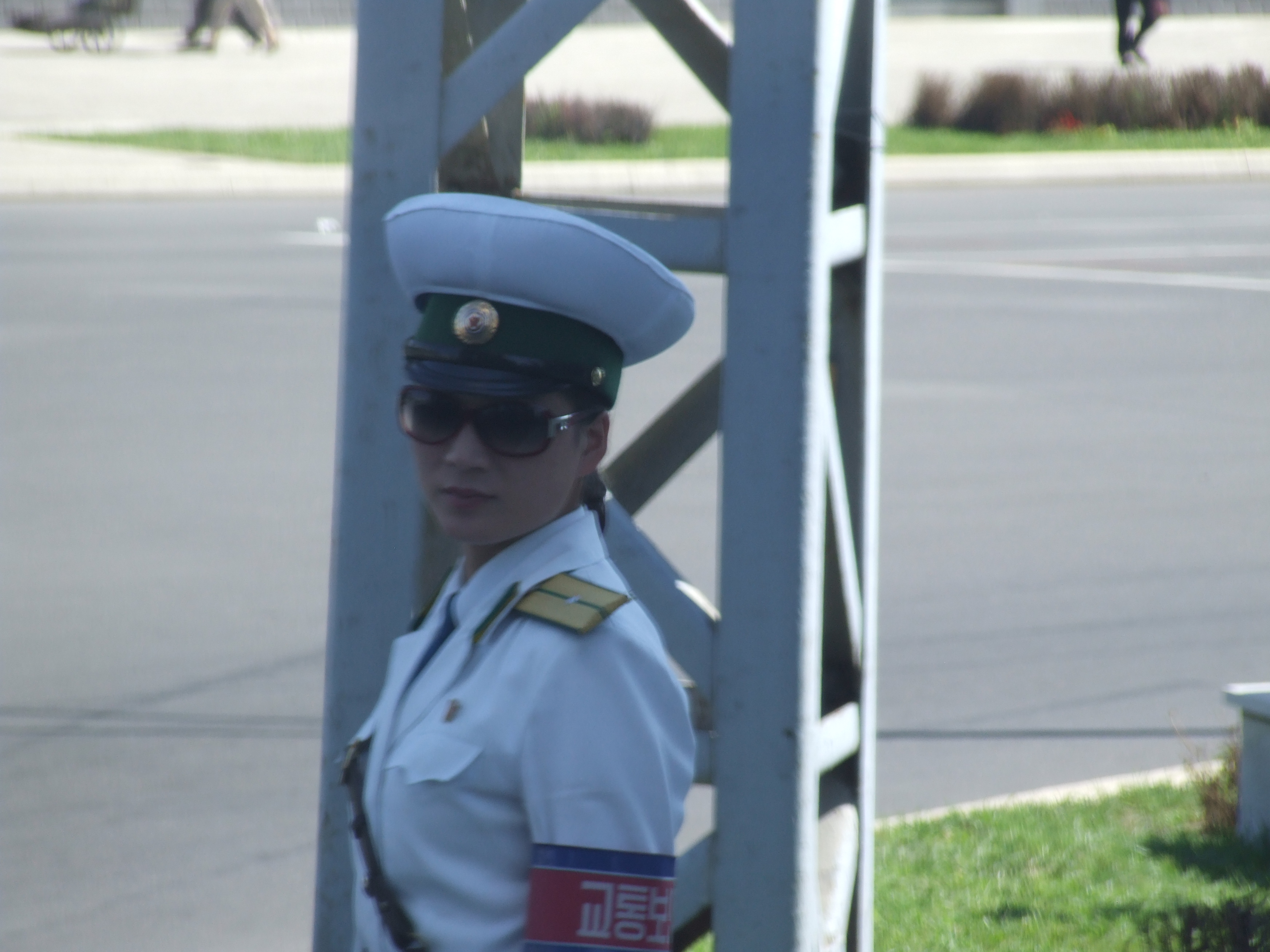
女交警
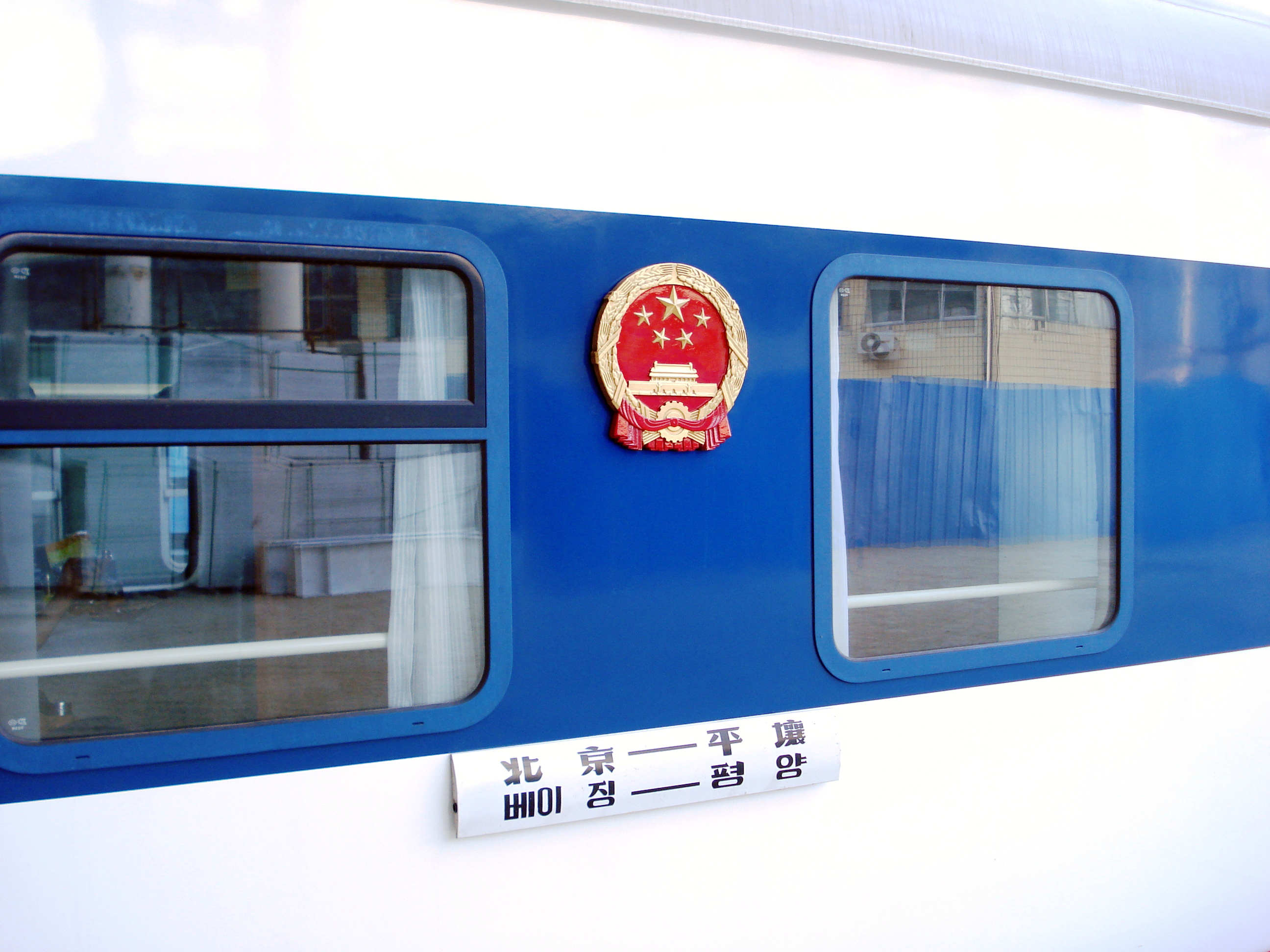
來往北京及平壤的国际联运列车（K27/28次列车）
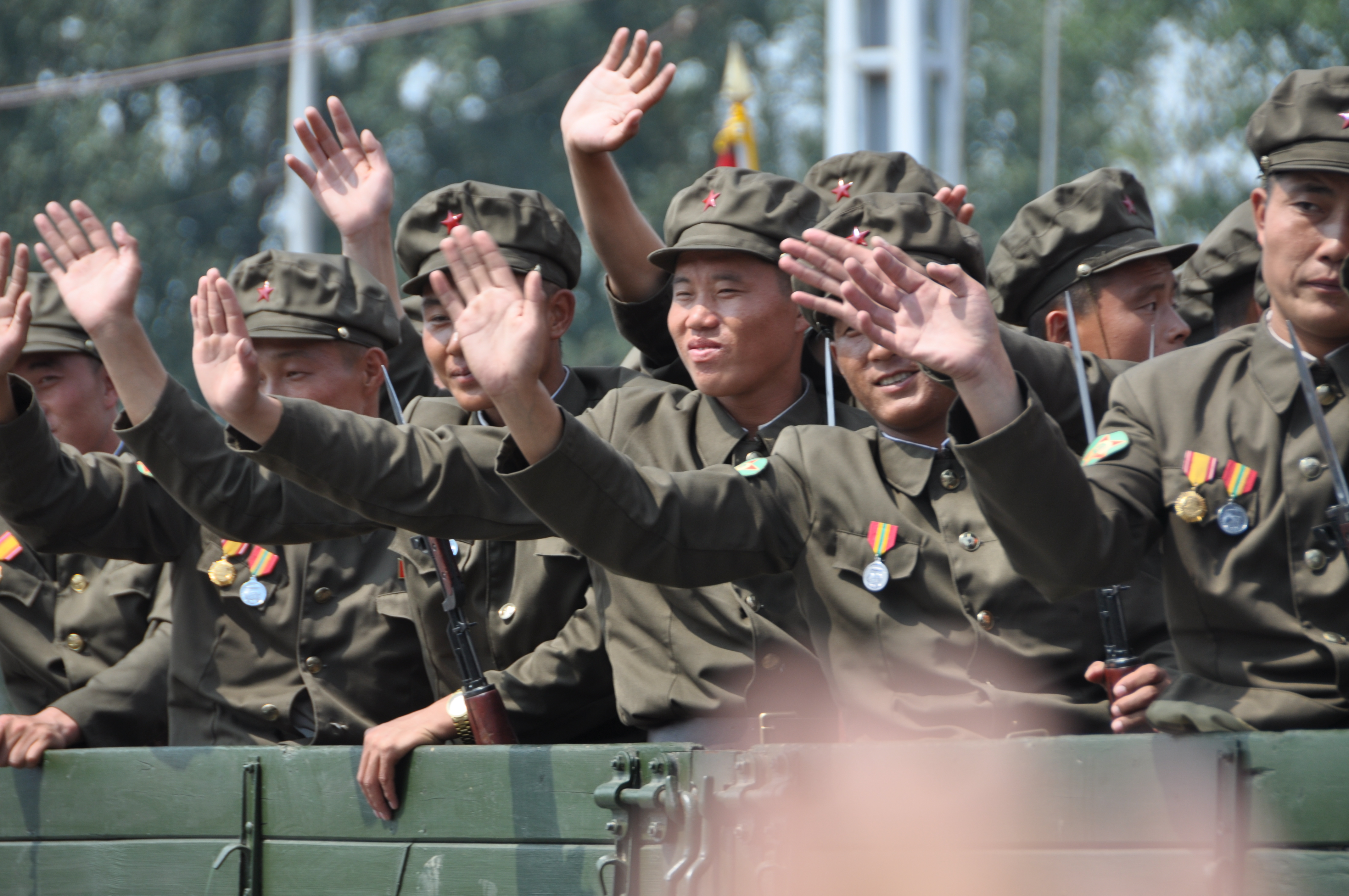
工農赤衛隊搭乘的軍卡

## 鐵路
- 朝鲜的鐵路主要為單線運作，絕大部分路線均屬電氣化鐵路。
  - 平壤-元山的青年鐵路：2004年通車的100多公里電氣化鐵路，沿途共有16個站房、150多座橋樑、18個隧道。 
    - 平壤市 - 平安南道的平城市 - 咸鏡南道的新城川郡 - 咸鏡南道的高原郡 - 江原道的元山市

  - 南浦-平壤的電氣化鐵路：
    - 南浦市（남포）-「新南浦」（신남포）-「葛川」（갈천）-「龍岡」（룡강）-「大松」（대송）-「江西」（강서）-「大平」（대평）-「七沟」（칠골）-「普通江」（보통강）- 平壤市（평양）
    - 其中在「江西」（강서）車站分支出兩條支線，分別前往「平南臺」（평남대）及「千里馬地區」（천리마군）

  - 平壤 - 板門的電氣化鐵路：
    - 平壤市（평양）-「中和」（중화）-「黃州」（황주）-「沙里院」（사리원청년）-「平山」（평산）-「金川」（김천）-「瑞兴里」（서흥리）-「開豐」（개풍）-「開城」（개성）-「板門」（판문）
    - 在「沙里院」（사리원）車站分支出一條支線：「沙里院」（사리원청년）-「新元」（신원）-「載寧」（재령）-「海州中央」（해주중앙） - 「海州西」（해주서）

## 機場
- 平壤順安國際機場
- 清津機場
- 海州機場
- 元山葛麻機場
- 惠山機場
- 咸興機場

## 平壤市內交通
- 公共汽車：大部分为单层公交车，部分採用中國产雙層公交运营。
- 平壤地鐵
- 平壤有軌電車
- 無軌電車
  - 採用朝鲜生產的「千里馬」（Chollima）無軌電車，車長：16.83米、車闊：2.53米、車高：3.5米，使用直流550伏特驅動95千瓦的電動機，3車軸10個輪胎，4扇氣動乘客門，設計時速為45公里。

## 外部連結
- The Pyongyang Metro （页面存档备份，存于）
- 朝鮮民主主義人民共和國平壤地下鐵路系統
- Air Koryo:The gateway to DPRK （页面存档备份，存于）
- 英國私人網站有關朝鮮民用航空
- 平壤順安國際機場的非官方網頁